# 餓狼谷
《饿狼谷》（英語：Valley of the Fangs）是1970年上映的一部香港电影，由郑昌和执导，王卜一编剧，李菁等領銜主演。该电影主要讲述一对儿母女为了给家人伸冤的时候所遇到的故事。

## 劇情簡介
宋朝时期，有一对儿母女为了给家人伸冤，结果却被一些别有用心的人盯上了，不过好在之后有侠士们的帮助，最后这个人的冤屈得到伸张。但是这对儿母女中女儿爱慕的侠客却在之后决定浪迹江湖。

## 演员
- 羅烈
- 李菁
- 陳亮
- 王俠
- 石秀
- 董力
- 房勉
- 王俠
- 房勉
- 染野行雄
- 郝履仁
- 王光裕
- 鹿村泰祥
- 游龙

## 備註
1. ↑  苏涛. . 北京大学出版社. 2014年.
2. ↑  陈墨. . 中国电影出版社. 2005年.
3. ↑  张骏祥， 程季华. . 上海辞书出版社. 1995年.
4. ↑  方明光. . 2003年.

## 相關連結
- 互联网电影数据库（IMDb）上《餓狼谷》的资料（英文）
- 豆瓣电影上《餓狼谷》的資料 （简体中文）
- 香港影庫上《餓狼谷》的資料（繁體中文）